# Marco Benefial
Marco Benefial, född 25 april 1684 i Rom, död 9 april 1764 i Rom, var en italiensk målare, i huvudsak aktiv i Rom. Benefial avviker från 1700-talets dekorativa rokokostil, i samtiden dominerat av Carlo Marattas elever. Benefials målningar skildrade konkreta människofigurer, med en komplex behandling av utrymmet och med lysande, varma färger. Förutom altartavlor och fresker målade han även många porträtt. Hans stil togs upp av många av hans elever, vilket gjort att Benefials verk ibland blivit tillskrivna andra konstnärer.

## Biografi
Vid 19 års ålder försökte han få en av sina tavlor, en altartavla med Den helige Filippo Neris apoteos, utställd i Pantheon i Rom. Detta lyckades inte, men då han istället ställde ut den i en apotekares fönster väckte den stor uppståndelse. År 1720 protesterade han mot Accademia di San Lucas beslut att enbart medlemmar eller de som fått tillstånd av målarskrået kunde lära ut måleri. Beslutet innebar även att studenter skulle bidra till akademin med en avgift motsvarande den summa som ett pund vax betingade. Benefials överklagande till påve Clemens XI:s råd vann gehör och beslutet hävdes. Då Benefial var 57 år blev han själv invald i Accademia di San Luca, men då han anklagade de andra ledamöterna för medelmåttighet och okunnighet fick han lämna akademin år 1755.

## Verk i urval
- Den helige Saturninus – Santi Giovanni e Paolo[1]
- Den heliga Giacinta Marescottis död (1758) – Cappella Alaleoni, San Lorenzo in Lucina[2]
- Scener ur den heliga Margareta av Cortonas liv (1732) – Santa Maria in Aracoeli[3]
- Korsfästelsen – Santa Maria della Quercia[4]
- Kristi gisslande – Santissime Stimmate di San Francesco[5]
- Den heliga Agnes martyrium (1750) – Santissima Trinità degli Spagnoli[6]